# Primo premolare inferiore

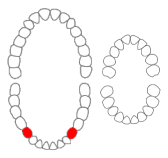
Posizione dei primi premolari inferiori nella dentatura permanente. Sono assenti nella dentatura decidua.

I premolari inferiori hanno la caratteristica di essere abbastanza differenti tra loro, e disposti in serie ascendente: il primo è dunque più piccolo del secondo, a differenza dei superiori. I primi premolari inferiori possiedono una cuspide vestibolare più voluminosa della linguale. Il secondo premolare inferiore possiede tre cuspidi, una vestibolare, più grande e due linguali.
Il primo premolare inferiore ha mediamente un'altezza di 22.5 mm, di cui 8.5 coronali e 14 radicolari e un diametro mesiodistale piuttosto stretto (7 mm), e uno vestibolo-linguale di 7.5 mm. I diametri mesiodistale e vestibolo-orale al colletto sono rispettivamente 5 mm e 6.5 mm.
Le sue dimensioni lo rendono piuttosto simile ai premolari superiori ma mentre i superiori risultano allungati in senso vestibolo-palatale, esso presenta un diametro vestibolo-linguale pressoché uguale al mesio-distale, per questo motivo la sua faccia occlusale risulta inscrivibile in una forma rotondeggiante.

## Disposizione e rapporti
Mesialmente prende contatto con la faccia distale del canino nel terzo medio; distalmente il contatto con il secondo premolare è leggermente più occlusale. Con il tempo e con l'usura dei denti questo contatto diventa una superficie ellittica lievemente allungata in senso vestibolo-palatale. 

## Morfologia coronale
Vestibolarmente  la corona ha una forma ovoidale simile al canino vicino, ma con cuspide meno acuta, lobi, creste cervicali e depressioni meno accentuati. I contorni mesiale e distale risultano lievemente concavi, con il mesiale leggermente più lungo. La costa mesiale della cuspide vestibolare è generalmente convessa, mentre la distale è più larga e lievemente concava.Come i canini la faccia vestibolare presenta delle creste cervicali (vicino al colletto) e due depressioni che danno origine a tre lobi di cui il centrale risulta più voluminoso e termina con la punta della cuspide vestibolare.
La faccia linguale (rivolta verso la cavità orale) è convessa e molto più stretta e corta della vestibolare, rendendo visibili le superfici interprossimali. Da questa prospettiva è possibile osservare anche il tavolato occlusale, in quanto è decisamente inclinato in senso linguale. La superficie linguale è convessa e liscia.  I contorni sono convessi. La faccia linguale è sormontata da una cuspide, spesso appuntita, sempre poco sviluppata. La cresta marginale distale è nettamente più alta della mesiale. La cuspide linguale è separata dalla cresta marginale mesiale da un solco originato nella fossa marginale distale e diretto alla zona tra faccia mesiale e faccia linguale. Talvolta la cuspide linguale può essere separata anche dal margine distale, quando il solco distale si prolunga in senso distale.
Distalmente e mesialmente ha forma losangica (romboidale). Il contorno vestibolare è molto convesso,  a livello del terzo cervicale, e termina alla sommità della cuspide, in linea con l'asse maggiore del dente. Il contorno linguale termina tra il terzo occlusale e il terzo medio della corona, descrivendo un tragitto lievemente convesso, tangente alla radice. Il contorno occlusale è formato dalla giustapposizione delle convessità delle coste interne delle cuspidi. Le due coste si incontrano nel terzo occlusale, formando l'intaccatura del solco principale mesio-distale. 
La cresta marginale mesiale è fortemente inclinata cervicalmente in senso vestibolo-linguale, ed è limitata dal solco che la separa dalla cuspide linguale. La crosta marginale distale è meno inclinata e si continua con la cuspide linguale, senza interposizione di solchi. 
La superficie al di sotto del punto di contatto è concava. Dagli aspetti prossimali (faccia mesiale e distale) si osserva molto bene la caratteristica di questo dente; cioè la grande cuspide vestibolare e la piccola linguale caratteristica peculiare di questo premolare.
Occlusalmente ha un contorno piuttosto variabile. Il contorno vestibolare ha forma di V rovesciata (molto aperta dal lato linguale), generalmente senza solchi. Sono convessi, e possono presentare delle piccole concavità dovute alle impronte delle depressioni vestibolari che separano i lobi. I contorni interprossimali convergono dal lato linguale, con il mesiale più corto e convesso del distale.
La superficie occlusale, che risulta inscrivibile in una forma quasi rotondeggiante,  è circoscritta dalle coste cuspidali e marginali. È costituita per lo più dalla costa interna della cuspide vestibolare. Questa è separata dalla linguale dal solco principale mesiodistale, che origina dalle fosse marginali disegnando una curva e concavità vestibolare, questo solco a differenza dei premolari superiori che lo hanno quasi al centro della faccia occlusale, è molto spostato lingualmente determinando una grande differenza di volume tra le due cuspidi. Esso può segnare una netta separazione o essere riempito da un ponte di smalto che congiunge la costa vestibolare e la linguale formando una cresta trasversale. Questo solco mesio distale è, nel primo premolare inferiore, molto spostato lingualmente per questo motivo la cuspide linguale risulta decisamente più piccola della vestibolare che occupa quasi interamente la faccia occlusale.
Ha una sola radice è un monoradicolato ma talvolta può presentare 2 o più canali radicolari, come il primo premolare superiore.

## Odontogenesi
La calcificazione della corona inizia verso i 2 anni e viene completata verso i 5-6 anni. Il dente erompe verso i 10 anni e la rizogenesi è completata tra i 12 e i 13 anni.